# Dog house (petrolio)

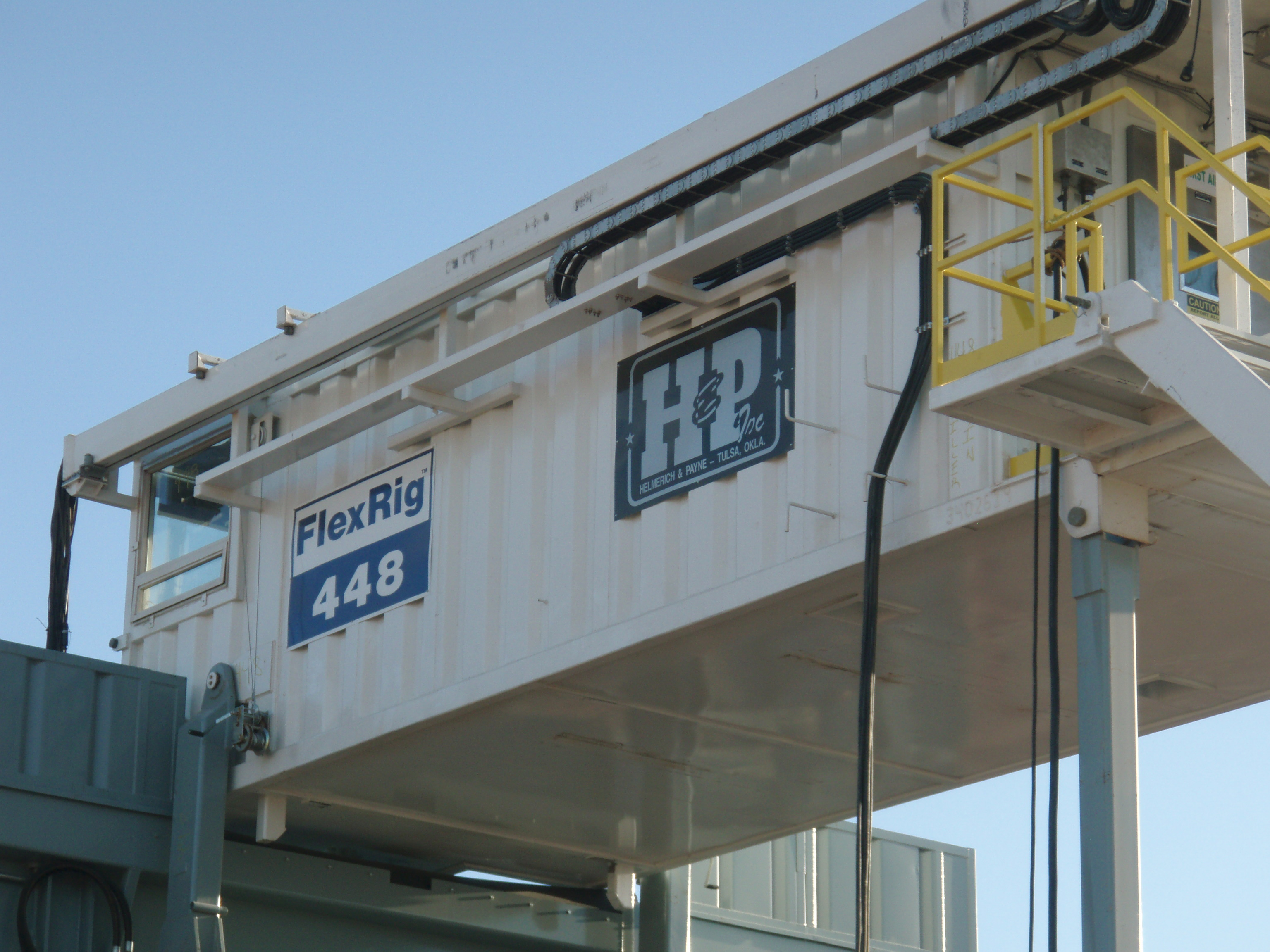
Dog House

La dog house è un locale (generalmente un container) adiacente al rig floor, utilizzato per le attività legate alla perforazione per l'estrazione del petrolio. Solitamente contiene un ufficio, una zona per gli utensili e l'attrezzatura, e una stanza ad uso del personale come sala da pranzo o sala caffè.
Si trova in genere alla stessa elevazione del Rig floor, installata a sbalzo.